# Maurice Genevoix
Maurice Genevoix (Decize, 29 de noviembre de 1890-Alicante, España, 8 de septiembre de 1980) fue un escritor y poeta francés. Ganó el premio Goncourt en 1925 con la novela Raboliot.

## Biografía
Genevoix pasó su infancia en Châteauneuf-sur-Loire. De la escuela local pasó al liceo de Orléans y al Lycée Lakanal, en Sceaux. Más tarde, ingresó en la Escuela Normal Superior de París, donde fue el primero de la clase, hasta su movilización a causa de la Primera Guerra Mundial, en 1914. Fue ascendido a teniente y herido seriamente en la Batalla del Marne, ese mismo año, y regresó a París. Esta batalla le influenció notablemente, y escribió la tetralogía Ceux de 14 (Aquellos del 14), que tuvo una gran acogida.
En torno a 1919, contrajo la gripe española, obligándole a volver a su región del Loira. Fue un escritor muy prolífico durante su tiempo en esa zona, incluso ganó un premio Blumenthal, concedido por la Florence Blumenthal Foundation, que le permitió convertirse en escritor profesional, y escribir sus obras más conocidas, Rémi des Rauches y Raboliot, ambientadas en el valle del Loira. Con esta última ganó el premio Goncourt en 1925.
En 1928 murió su padre, y Genevoix se trasladó a Vernelles en el departamento de Loiret, en el centro de Francia. Al mismo tiempo, empezó a viajar a Canadá, Escandinavia, México y África. Impresionado por este continente escribió  Afrique blanche, Afrique noire (África blanca, África negra). Fue nominado a la Academia Francesa el 24 de octubre de 1946 y formalmente aceptado el año siguiente. En 1950 volvió a París y en 1958 se convirtió en secretario de la Academia. En 1970, Genevoix, que era presidente del comité de programas de la radio estatal francesa, empezó una serie de televisión sobre escritores franceses. Recibió el Grand Premio Nacional de las Letras (grand prix national des Lettres) a toda su carrera en 1974. Desde 1970 hasta su muerte fue presidente de la Sociedad de Amigos del Museo Nacional de Historia Natural y del Jardín de las Plantas (Société des Amis du Muséum national d'histoire naturelle et du Jardin des plantes). Murió el 8 de septiembre de 1980.
El 11 de noviembre de 2020 sus restos fueron trasladados al Panteón Nacional en París.

## Premios en honor de Genevoix
Dos premios literarios han sido creados en Francia en honor de Maurice Genevoix:
- El Premio Maurice-Genevoix, fundado en 1985 por la comuna de Garches.
- El Premio de la Academia Francesa Maurice-Genevoix, fundado en 2004 por la Academia Francesa.

## Obra

### Novelas y relatos
Las obras de Maurice Genevoix han sido editadas por Flammarion, Le Livre Contemporain, Plon, Le Seuil, Grasset, Les Étincelles, Gallimard, Bibliothèque des Arts y Gautier-Languereau.
- Sous Verdun, août-octobre 1914 (col. Mémoires et récits de guerre, Hachette, 1916)
- Nuits de guerre (Hauts de Meuse) (Flammarion, 1917)
- Au seuil des guitounes (Flammarion, 1918)
- Jeanne Robelin (Flammarion, 1920)
- La Boue (Flammarion, 1921)
- Remi des Rauches (Garnier-Flammarion, 1922; réédité en 1993 par Flammarion)
- Les Éparges (los cinco volúmenes de estos relatos de guerra fueron reeeditados con el título de Ceux de 14, por Flammarion, en 1950, con esta dedicatoria: «À mes camarades du 106, en fidélité, à la mémoire des morts et au passé des survivants».
- Euthymos, vainqueur olympique (Flammarion, 1924; nueva versión con el título Vaincre à Olympie (Coll. Roman), Paría, Le livre Contemporain, 1960)
- La Joie (Flammarion, 1924)
- Raboliot, Grasset, 1925. (Premio Goncourt). Hay una traducción española con el mismo título en el libro Los premios Goncourt de novela, de Plaza y Janés, 1972. Asimismo, se hizo una película titulada Raboliot, dirigida por Jacques Daroy en 1946, protagonizada por Julien Bertheau, como Raboliot, y Blanchette Brunoy, como su esposa.
- La Boîte à Pêche (Éditions Grasset & Fasquelle|Grasset, 1926)
- Les Mains vides (Grasset-Seuil, 1928; reedición ilustrada por Constant Le Breton, J.Ferenczi & fils, 1931)
- Cyrille (Flammarion, 1929, reeditada con el título La maison du Mesnil por Le Seuil - date ?)
- L'Assassin (Flammarion, 1930)
- Forêt voisine, con acuarelas (París, Société de Saint-Eloy, 1931; reeditada por Flammarion en 1933, con 18 fotos en color de Gautier-Languereau / col. «Nouveaux Bibliophiles», en 1976 - arch. pers.)
- H.O.E. (colección de testimonios de combatientes franceses, livre, Les Étincelles, 1931)
- Rroû (Flammarion, 1931, reeditado en 2010 por La Table Ronde)
- Hommage à Charles Péguy, por Marcel Abraham, Maurice Genevoix y otros (Gallimard)
- Gai-l'amour (Flammarion, 1932; reunidos con el título Deux fauves por Éditions Plon, 1973)
- Marcheloup - Un homme et sa vie, tomo I (Flammarion, 1934)
- Tête baissée - Un homme et sa vie, tomo II (idem. 1935)
- Bernard - Un homme et sa vie, tome III (idem. 1938). Los tres tomos reunidos con el título Marcheloup, un homme et sa vie por Christian de Bartillat, Flammarion, 1992)
- Le Jardin dans l'île (Flammarion, 1936)
- Les Compagnons de l'Aubépin, Hachette, 1937, reeditado por Flammarion en 1950)
- La Dernière Harde (Flammarion, 1938; reeditado por Garnier-Flammarion en 1988)
- L'Hirondelle qui fit le printemps (Flammarion, 1941)
- La Framboise et Bellehumeur (Flammarion, 1942)
- Canada (Flammarion, 1943)
- Eva Charlebois y tres relatos, Le Lac Fou, Le Couguar de Tonquin Valley, y Le Nid du Condor con el título Je verrai si tu veux les pays de la neige en 1980 por Flammarion, 1944.
- Sanglar (Flammarion, Plon, 1946; reeditado como La Motte rouge por Le Seuil, 1979)
- L'Écureuil du Bois-Bourru (Flammarion, 1947)
- 63° 30 (relato en  France-Illustration littéraire et théâtrale, septiembre 1947, París)
- Afrique blanche, Afrique noire (Flammarion, 1949,
- Ceux de 14 (Editions G. Durassié & Cie, 1949)
- L'Aventure est en nous (Flammarion, 1952)
- Fatou Cissé (Flammarion, 1954)
- Vlaminck (Flammarion, 1954)
- Claude Rameau (Innothéra, 1955)
- Images pour un jardin sans murs (1956, reeditado por Editions du Rocher, 2007)
- Le petit chat (fotografías de Ergy Landau, Arts et Métiers Graphiques, 1957)
- Le Roman de Renard (1958) Plon (reeditado en 1991 por Garnier-Flammarion)
- Route de l'aventure (Plon, 1959)
- Mon ami l'écureuil (Bias, 1959) Hay una edición española titulada Mi amiga la ardilla, de Plaza y Janés, 1988.
- Au Cadran de mon clocher (Plon, 1960)
- Jeux de glaces (Wesmael-Charlier, 1961)
- Les Deux Lutins (Casterman, 1961)
- La Loire, Agnès et les garçons (Plon, 1962)
- Derrière les collines (Plon, 1963)
- Beau François (Plon, 1965)
- André Maurois (Livres de France, revista mensual, junio-julio 1965
- Caillard (Bibliothèque des Arts, 1965)
- La Forêt perdue (Plon, 1967)
- Images pour un jardin sans murs (Plon, 1967, reeditado como Le Jardin dans l'île, Jardin sans murs por Plon en 1968);
- Tendre bestiaire, Plon, 1969
- Bestiaire enchanté, Plon, nueva edición, Presses-Pocket, 1989);
- Bestiaire sans oubli, Plon, 1971; reeditado por Presses-Pocket, 1989.
- La Grèce de Caramanlis (Plon, 1972)
- La Mort de près (Plon, 1972)
- La Perpétuité (Julliard, 1974)
- Un jour (Le Seuil, 1976)
- Loreleï (Le Seuil, 1978)
- Trente mille jours, autobiographie (Seuil, 1980)
- L'Enfant et le château (Ed. d'Art J.Danon, 1980)
- La Chèvre aux loups (publicado a título póstumo pot Gautier-Languereau, 1996